# Milesina kriegeriana
Milesina kriegeriana är en svampart som först beskrevs av Paul Wilhelm Magnus, och fick sitt nu gällande namn av Paul Wilhelm Magnus 1909. Milesina kriegeriana ingår i släktet Milesina och familjen Pucciniastraceae.   Inga underarter finns listade i Catalogue of Life.